# Vetren (ö)
Vetren (bulgariska: Ветрен) är en ö i Bulgarien.   Den ligger i regionen Silistra, i den nordöstra delen av landet, 300 km nordost om huvudstaden Sofia.
Trakten runt Vetren består till största delen av jordbruksmark. Runt Vetren är det ganska tätbefolkat, med 96 invånare per kvadratkilometer.